# GraphicConverter
GraphicConverter je počítačový software který umožňuje zobrazovat soubory bitmapové (rastrové) grafiky. Umožňuje také převod mezi různými grafickými formáty souborů. Dokáže převádět například soubory ve formátu GIF do formátu JPEG.
Aplikace má velmi dlouhou historii – první verze  pro platformu Apple Macintosh byla uvedena již v roce 1992 a zkušební verze byla přikládána ke standardnímu softwarovému vybavení nových počítačů. 
V současné době (2014) aplikace GraphicConverter umožňuje importovat na 200 typů grafických formátů a exportovat na 80. Umožňuje obrázky retušovat, upravovat a měnit pomocí sady nástrojů, efektů a filtrů. Aplikace podporuje použití zásuvných modulů Adobe Photoshop, včetně rozhraní TWAIN. Obsahuje funkci dávkového převodu včetně možnosti dávkových modifikací obrázků (vyvážení bílé, oříznutí…), režimu prezentace, prohlížeče fotografií a umožňuje upravovat (i dávkově) souborová metadata (jako například XMP, Exif a IPTC).
Aplikace je dostupná i na Mac App Store, avšak z důvodů vnitřních pravidel App Store, tzv. sandboxingu, neobsahuje některé funkce.